# Droga wojewódzka nr 479
Droga wojewódzka nr 479 (DW479) – droga wojewódzka o długości 28 km, łącząca wieś Dąbrówka niedaleko Poddębic z Sieradzem. Trasa ta leży na obszarze województwa łódzkiego i przebiega przez teren powiatów poddębickiego i sieradzkiego.

## Miejscowości na trasie
- Bratków Dolny
- Charchów Księży
- Wola Flaszczyna
- Zadzim
- Adamka
- Ralewice
- Rożdżały
- Rossoszyca
- Miedźno
- Czartki Sieradzkie
- Sieradz